# Nationaal Songfestival 1988
Het Nationaal Songfestival 1988 werd gehouden op 23 maart in het Congresgebouw in Den Haag. Het werd gepresenteerd door Astrid Joosten. Gerard Joling zou met het lied "Shangri-La" Nederland vertegenwoordigen op het Eurovisiesongfestival 1988 in het Ierse Dublin.
| Startplaats | Lied                     | Punten | Plaats |
| ----------- | ------------------------ | ------ | ------ |
| 1           | "Heel verliefd"          | 222    | 2e     |
| 2           | "Shangri-la"             | 283    | 1e     |
| 3           | "Happy end in Hollywood" | 213    | 4e     |
| 4           | "December in april"      | 165    | 5e     |
| 5           | "Doolang doolang"        | 156    | 6e     |
| 6           | "Mijn droom"             | 219    | 3e     |

1956 · 1957 · 1958 · 1959 · 1960 · 1961 · 1962 · 1963 · 1964 · 1965 · 1966 · 1967 · 1968 · 1969 · 1970 · 1971 · 1972 · 1973 · 1974 · 1975 · 1976 · 1977 · 1978 · 1979 · 1980 · 1981 · 1982 · 1983 · 1984 · 1986 · 1987 · 1988 · 1989 · 1990 · 1992 · 1993 · 1994 · 1996 · 1997 · 1998 · 1999 · 2000 · 2001 · 2003 · 2004 · 2005 · 2006 · 2007 · 2008 · 2009 · 2010 · 2011 · 2012